# 垣ノ島遺跡
座標: 北緯41度55分43.9秒 東経140度56分51.0秒 / 北緯41.928861度 東経140.947500度
垣ノ島遺跡（かきのしまいせき）は、北海道函館市に所在する縄文時代の遺跡。道内での同時代の遺跡として最大規模であり、縄文時代早期前半（約9000年前）の墓制、駒ヶ岳噴火による集落断絶、後期初頭の盛土遺構から後期後半（約3500年前）に至るまでの縄文集落の変遷と生活痕跡が確認できる。2011年（平成23年）2月7日に国の史跡に指定された。2021年（令和3年）、「北海道・北東北の縄文遺跡群」として世界文化遺産に登録された。

## 概要
太平洋に面する海岸の段丘に立地する集落遺跡であり、垣ノ島川の下流左岸に垣ノ島A遺跡、右岸に垣ノ島B遺跡がある。縄文時代早期（約9000年前）から後期（約3500年前）にかけての縄文人の生活の痕跡と集落の変遷が残されている。中期（約4000年前）に構築された長さ120m以上の大規模な盛土遺構は国内最大級で、墓制を示す貴重な遺跡である。遺物も非常に多様で、土器や石器といった生活道具のほか、精製土器である漆塗りの注口土器、足形付土版、装飾品など20万点以上が出土している。しかし、2002年12月29日、展示室冬季休館中に発生した埋蔵文化財調査団事務所の火災により、出土品の一部が破損及び焼失した。

## 垣ノ島A遺跡
内浦湾（通称は噴火湾）に流れる垣ノ島川の左岸にある縄文時代早期の土坑群と中期から晩期までの集落遺跡。早期で確認された遺構は、墓と思われるもの54基を含む土坑墓群316基、縄文時代中期の竪穴建物18軒、後期の竪穴建物19軒である。土坑群は165基の中で、フラスコ状土坑34基、墓と思われるものが5基、Tビット2基が確認されており、出土した遺物総数は52,000点ほどであった。立石炉や明瞭な出入り口構造をもった大型竪穴建物、早期の土坑墓からは足形付土版など多数出土している。

### 足形付土版
幼子の足形や手形をつけて焼いた約6500年前の土版が坑底から17枚出土している。足形付土版は東北地方から北海道にかけて出土しているが縄文時代早期後半のものは出土例が少なく、3個重なった状態で出土するなど貴重な発見があった。厚さ1～2cm、長さ11.0～17.5cmの粘土板で、1歳前後の子どもの足形や手形を付けて焼いた土製品で日本最古級の貴重な遺物であった。この足形付土版は、踵（かかと）側を土坑墓の壁に向けて副葬しているものが多く、足形付土版には然り糸を羽状にした文様、吊り下げ用と思われる踵側に1～2個の開穴がある。用途は諸説あり、幼子の成長祈願やお守り、我が子の形見などに用いられていたのではないかとされている。

### 香炉形土器
縄文時代後期後半の透かし彫りの入った香炉形土器。建物の廃棄儀礼に使われたのではないかとされている。

### 漆塗り注口土器
縄文後期（約3200年前）に作られた朱漆色の朱色注口土器が垣ノ島A遺跡の住居址から完全な状態で出土した 。
土器表面は黒漆の上に鮮やかな赤漆が塗られた鮮やかな朱漆色で、土器本体は、高さ11.5cm、胴体部は直径10.4cm、球形で上部が緩やかに盛り上がった急須状の形状で、注口は1ヶ所である。洗練された形状と漆塗りの加工技術、土器表面の文様加工により精製土器に分類され、祭祀用の酒を注ぐのに使ったのではないかとされている。

## 垣ノ島B遺跡
縄文時代早期前半（約9000－8000年前）の竪穴建物5軒と土坑墓12基、約6500年前の縄文時代早期後半の土坑墓38基、年代不明の土坑墓が42基が発見された。縄文時代の早期の土坑墓から約9000年前の漆による装飾品としては世界最古の副葬品が出土している。

### 漆工芸の装飾品
土坑墓の埋葬された痕跡から漆を塗った赤い糸で編んだ装飾品が発見され、漆による副葬品としては中国の井頭山遺跡で新たに発掘された木器（約8200年前）よりも古い世界最古の漆工芸品（約9000年前）であることが判明した。土坑墓は縦1.4m、横1.2m、深さ0.6mで屈葬されており、髪飾り、腕輪、肩当てのようなものが、体の部位にあたる地点から計6点発見されている。

## ギャラリー

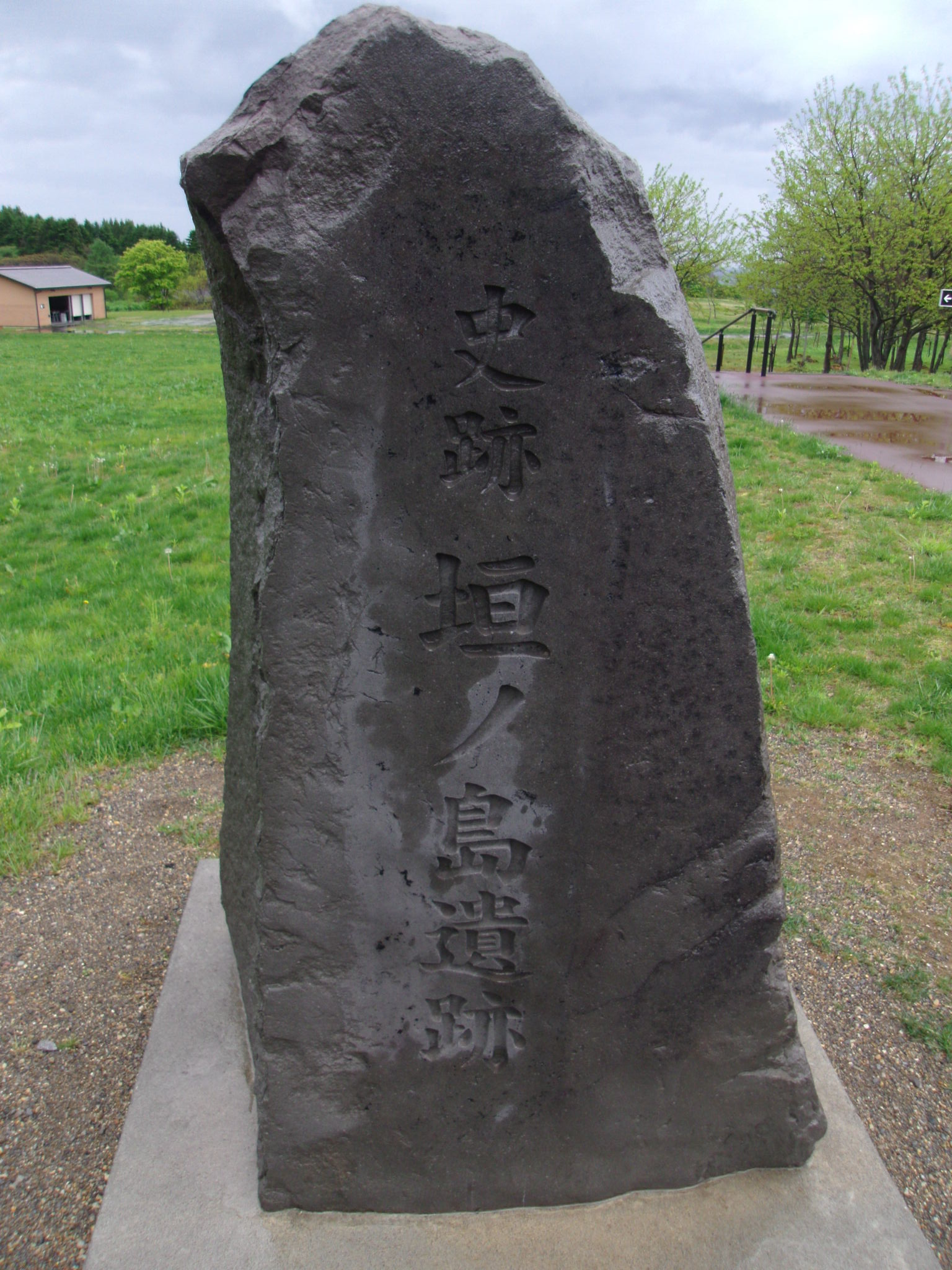
石碑
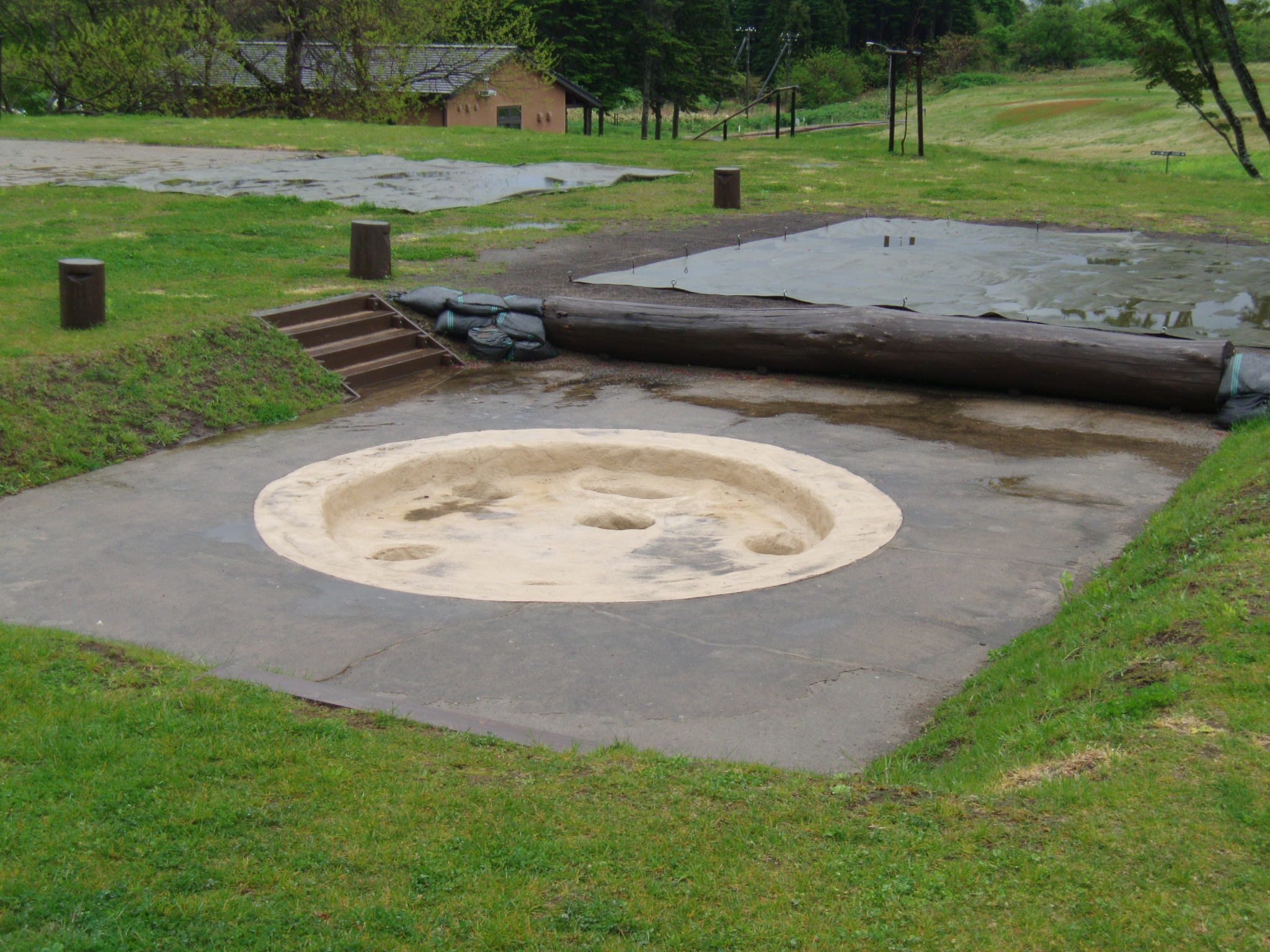
保存処理した住居跡
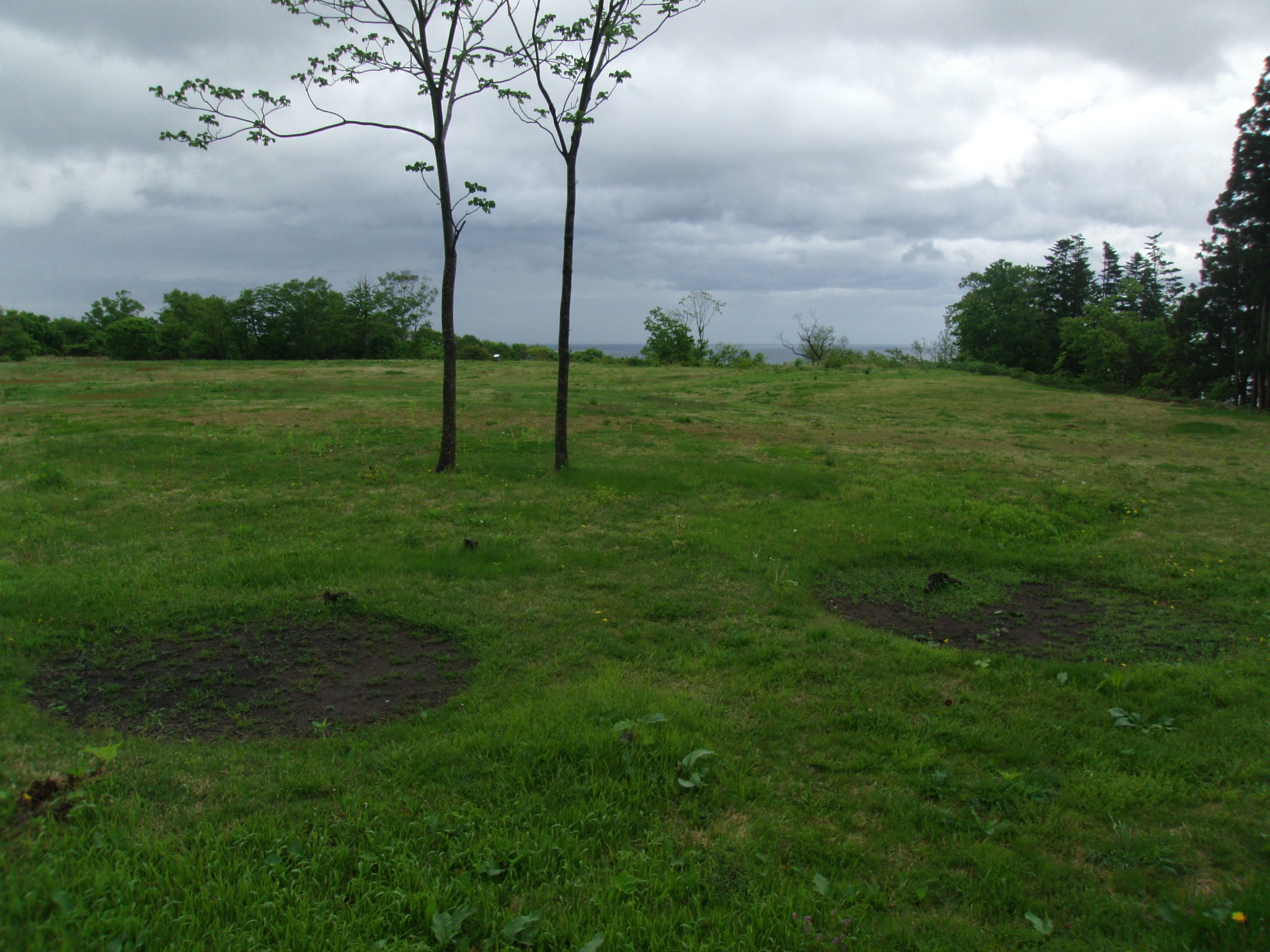
海に面した住居跡（埋戻保護）
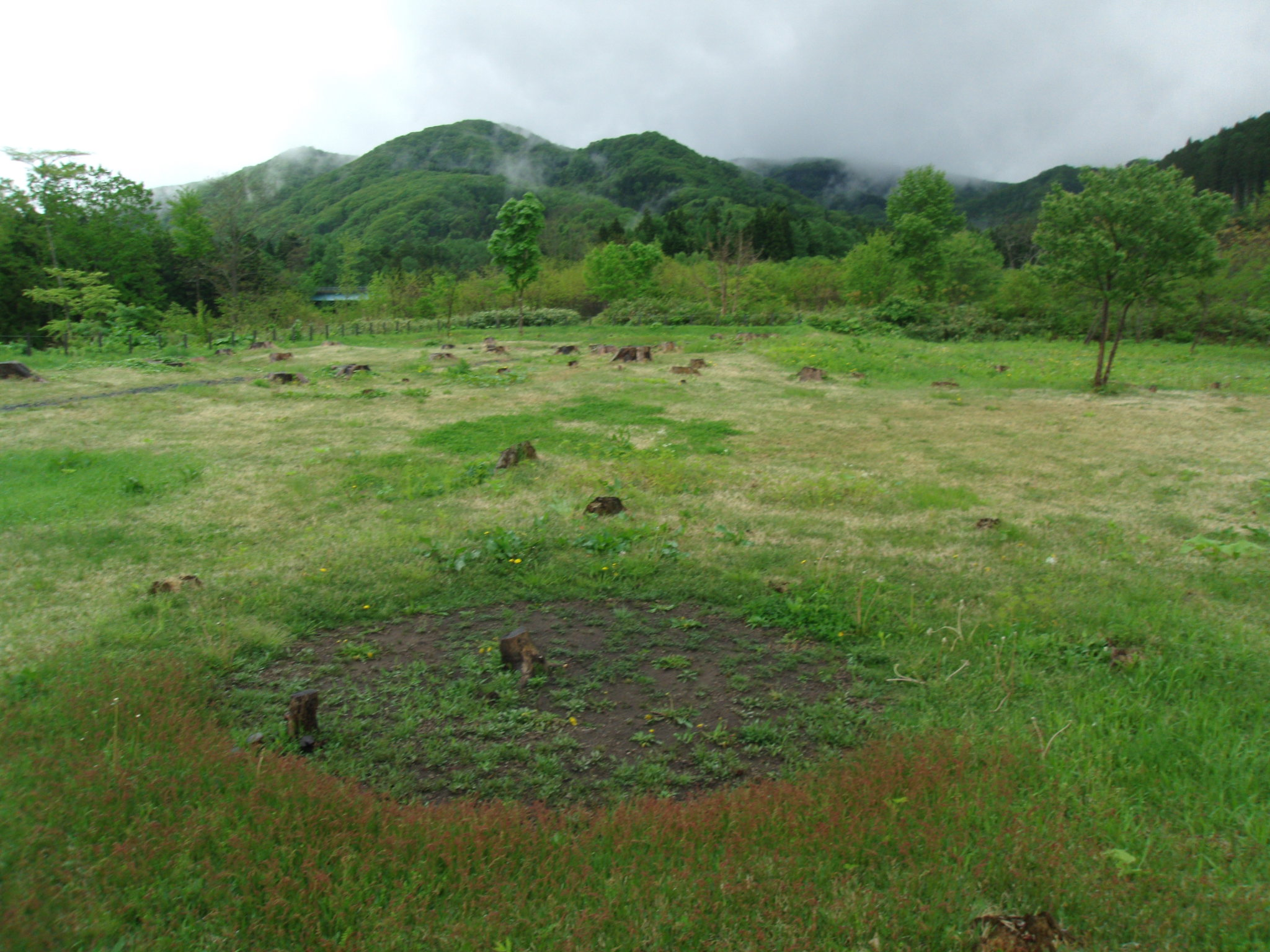
山を背後にする住居跡（埋戻保護）
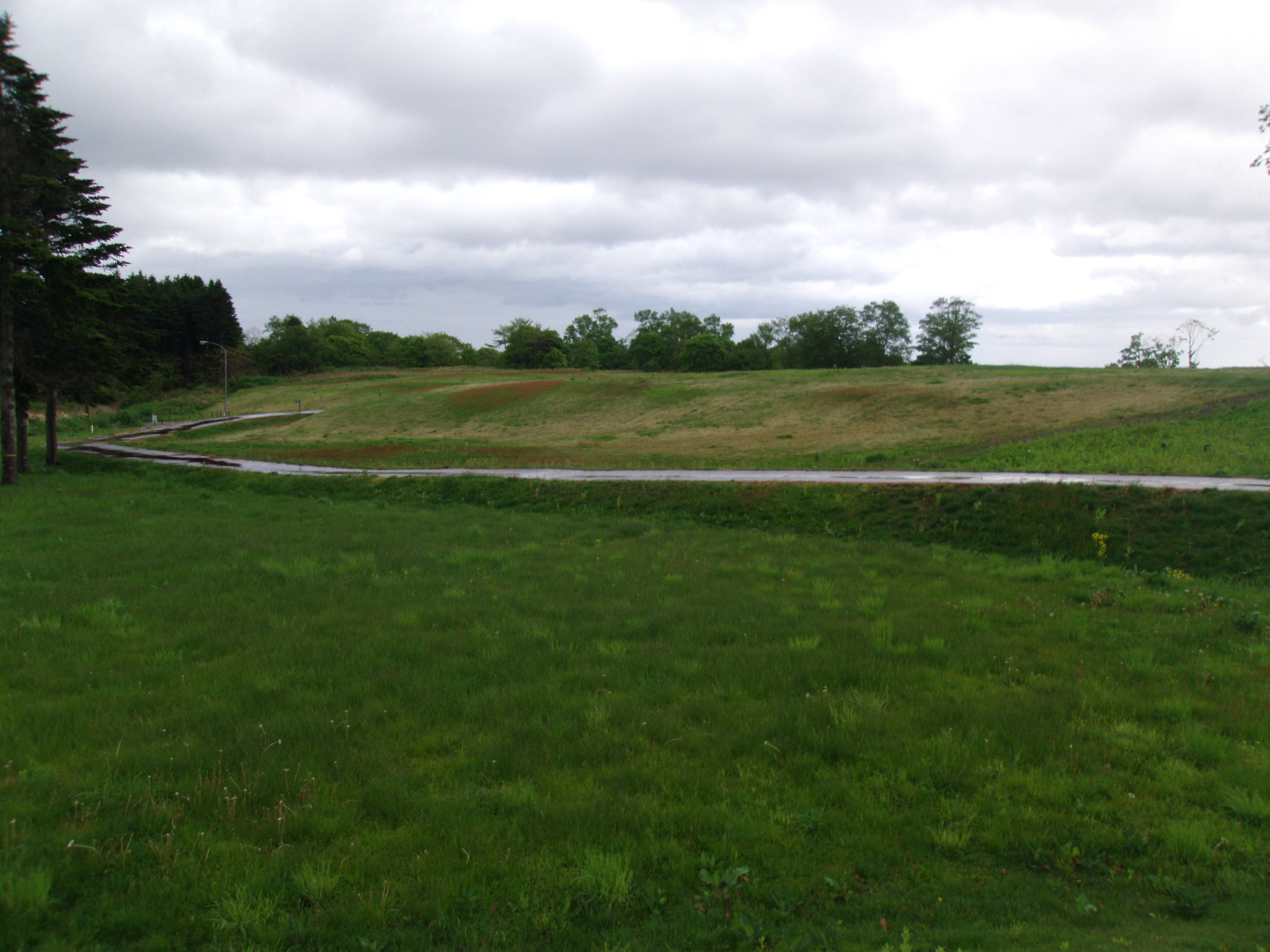
盛土（マウンド）遺構